# Phragmatobia sieversi
Phragmatobia sieversi là một loài bướm đêm thuộc phân họ Arctiinae, họ Erebidae.